# Fabio Colonna
Fabio Colonna o Fabius Columna (1567, Nàpols -1640, Nàpols) era un botànic que patia d'epilèpsia i es va interessar per les plantes medicinals que podrien ajudar-lo. Llegint l'obra de Dioscòrides Pedaci trobà la Valeriana, que l'alleujà. Publicà el 1592, Phytobasanos i Ekphrasis amb descripcions i il·lustracions de plantes de gran qualitat. Preferí utilitzar per a la determinació de les plantes les flors i els òrgans fructífers que no pas les fulles amb una idea compartida amb Conrad Gessner (1516-1565) i Andrea Cesalpino (1519-1603).